# Pal Lahara

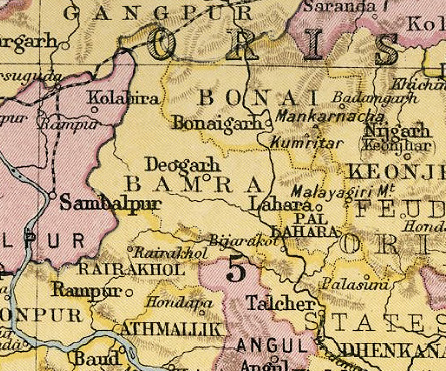
Pal Lahara a l'atlas de l'Imperial Gazetteer of India.

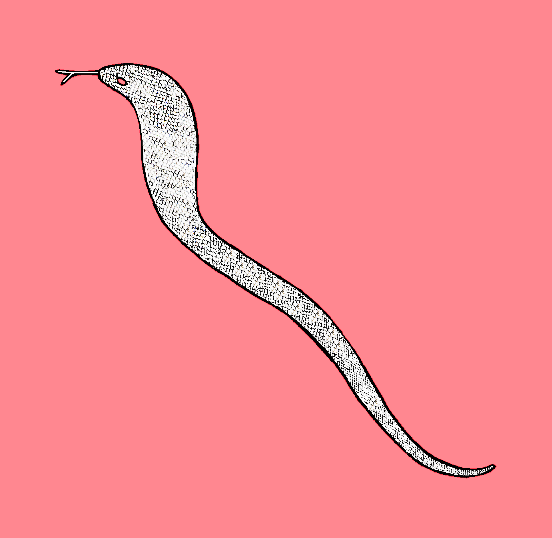
Bandera

Pal Lahara fou un estat tributari protegit a Orissa, amb una superfície de 1.171 km² limitat al nord per Bonai, a l'est per Keonjhar, al sud per Talcher i a l'oest per Bamra. L'est i nord és muntanyós i inclou la muntanya Malayagiri (1.207 metres), destacada muntanya d'Orissa.
Pal Lahara fou antigament feudatari de Keonjhar i fins al final de l'estat el seu sobirà va pagar un petit tribut al raja de Keonjhar. Els ingressos eren de 29.000 rúpies i el tribut a pagar era de 267 rúpies. La població era de 14.887 habitants el 1881, 19.700 el 1891, 22.351 el 1901 i 27.974 el 1931, distribuïda en 265 pobles (199 el 1881). La majoria de la població (20.770) eren hindús, amb 1.540 animistes i 40 musulmans. Les castes principals són chases i pans. Les tribus eren gonds i savars.
La capital és Lahara, situada a 21° 26′ N, 85° 13′ E / 21.433°N,85.217°E.
La bandera de l'estat és quadrada de color rosa, amb una serp blanca en diagonal amb el cap al cantó superior del pal, i la cua a la part inferior del vol.
Els rages eren descendents de Raja Bhoj i segons la tradició el primer rei fou Santosh Pal, un rajput de Dharanagar que hauria fet uin pelegrinatge a Puri i va passar pel territori on dos tribus estaven en guerra per la supremacia; una d'aquestes tribus, els savares o savars o sabares el va elegir com a rei cobrint-lo sota un munt de palla (localment "pala" o "pal", que va donar nom a l'estat). Els seus successors són poc coneguts; portaven els títols de Ganeswar Pal i Muni Pal alternativament. Chakradhar (1859-1874) va adquirir el títol personal de raja bahadur el 1874.

## Llista de rages
- Balbhadra Pal
- Kandrup Pal
- Jagannath Pal
- Mandhata Pal ?-1778
- Muni Pal 1778 - 1783
- rani Arnapura 1783 - 1815
- Nanda Pal 1815 - 1825
- Badyanath Pal 1825 - 1859
- Chakradhar Pal 1859 - 1888
- Duti Krishna Pal 1888 - 1912
- Sarat Chandra Muni Pal 1913 - 1948